# Elvira Dones
Elvira Dones (Durrës, 1960) es una novelista, periodista, guionista y productora de documentales albanesa.

## Trayectoria
Nacida en 1960 en Durrës, Dones se graduó en la Universidad de Tirana. En 1988 fue contratada por la televisión estatal albanesa y en ese cargo se fue a Suiza, donde desertó. Juzgada en ausencia por traición en Albania, fue condenada a prisión y no pudo ver a su hijo pequeño hasta el colapso del régimen comunista en Albania en 1992. De 1988 a 2004, Dones vivió en Suiza, donde trabajó como escritora y periodista de televisión. Allí escribió, dirigió y produjo varios documentales. Desde 2004 vivió en Estados Unidos, hasta 2015, cuando regresó a Europa.
Sus obras se distinguen por un estilo propio en el que mezcla narración ficticia e investigación periodística con una mirada crítica a Albania y los países vecinos.
Su obra, escrita en italiano, Piccola guerra perfetta  está dedicada a los horrores sufridos por la población durante la guerra de Kosovo y al coraje de las mujeres. Este fue el libro "favorito" de la edición 2016 del Premio Literario de los Jóvenes Europeos.
Una de sus otras novelas, Vergine giurata, está inspirada en una tradición albanesa llamada la Virgen Juramentada. Fue objeto de una adaptación cinematográfica homónima, de título francés, estrenada en 2015.

## Obras
- Su ópera prima fue Dashuri e huaj (1997) publicada un año después en italiano, traducido por ella como Senza bagagli[1]
- Sole bruciato (2001) en la que habla de la prostitución en Europa a través de Leila, una joven albanesa obligada a prostituirse en Italia.[1]
- En Bianco giorno offeso (2004) revela el drama de la fuga y de vivir como un refugiado en un país extranjero.[1]
- Vergine giurata (2007) es la primera novela escrita directamente en italiano.[1]
- I mari ovunque (2007) ya no trata sobre Albania. En ella se nos cuenta la historia de Eric y Andrea.[1]
- Piccola guerra perfetta (2011)
- La breve vita di Lukas Santana (2023)